# Poritidae

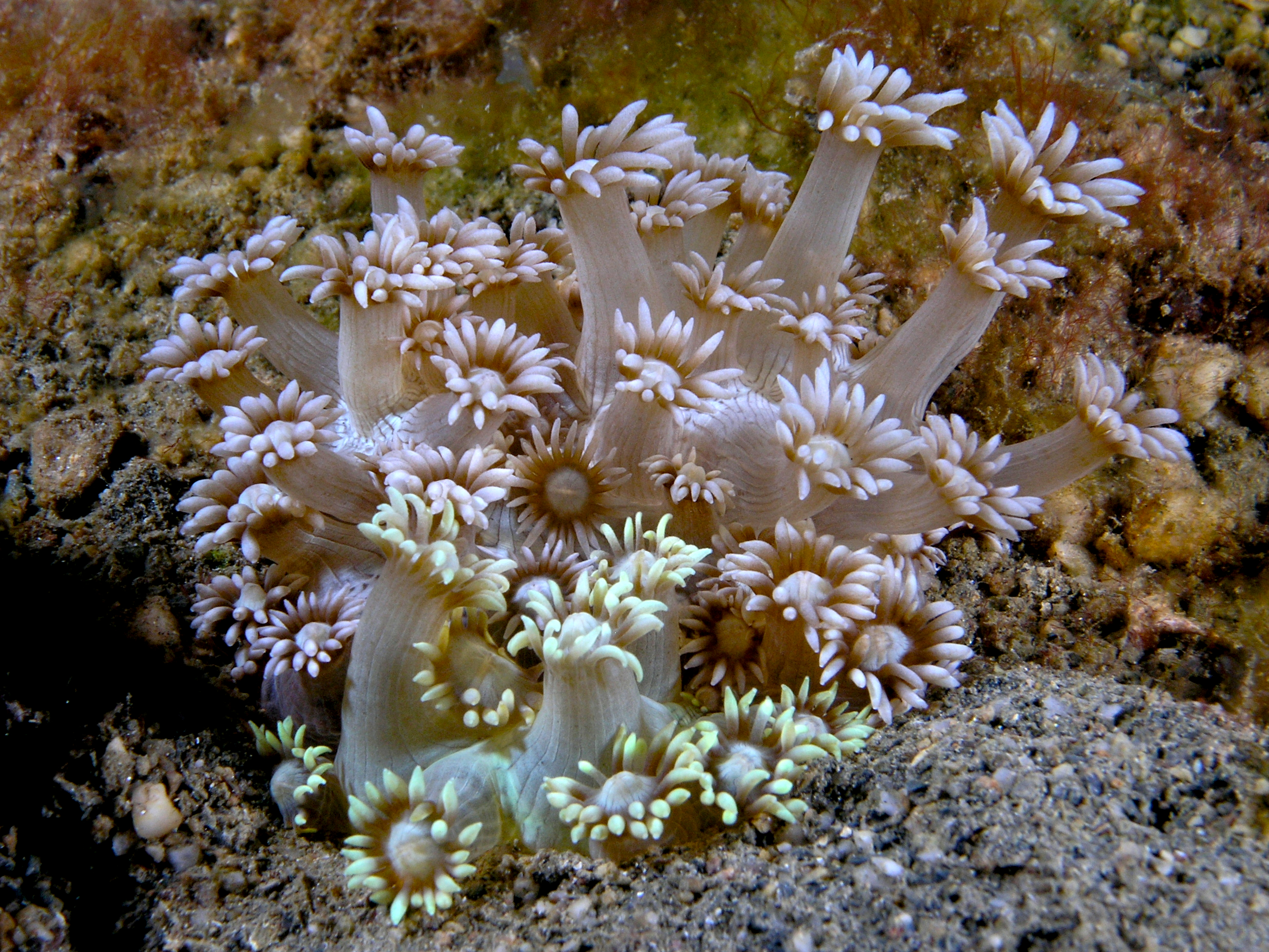
Goniopora djiboutiensis

Poritidae es una familia de corales duros, de la subclase Hexacorallia. 
Los miembros de esta familia forman colonias hermatípicas. Son variables en tamaño y forma, pero la mayoría son laminares, ramosas o masivas, y se fijan en el sustrato. Las paredes y septos del coralito son porosos. Los coralitos varían en tamaño, pero normalmente son pequeños, y la mayoría de las veces estrechamente compactados sin coenesteum. Normalmente tienen de 12 a 24 septos.
J.E.N. Veron no considera esta familia como un grupo natural, sino como una miscelánea de géneros que no se ajustan bien a su clasificación en otros grupos. En 2014, varios expertos han reestructurado la familia, tras estudiar sus especies mediante análisis filogenéticos moleculares y morfológicos, concluyendo con la descripción de un nuevo género monotípico, Bernardpora, y la reclasificación del género Alveopora en la familia Acroporidae, hasta ahora incluida en Poritidae.

## Géneros
El Registro Mundial de Especies Marinas acepta los siguientes géneros en la familia:
- Bernardpora.Kitano & Fukami, 2014 - Monotípico. La única especie es Bernardpora stutchburyi.
- Goniopora.de Blainville, 1830 - Alrededor de 30 especies. Los pólipos tienen 24 tentáculos.
- Porites. Link, 1807 - Alrededor de 68 especies.
- Stylaraea. Milne Edwards & Haime, 1851 - Monotípico. La única especie es  Stylaraea punctata.